# Svenebergstjärnen
Svenebergstjärnen är en sjö i Skellefteå kommun i Västerbotten och ingår i Byskeälvens huvudavrinningsområde. Sjön har en area på 0,0847 kvadratkilometer och ligger 278 meter över havet.

## Delavrinningsområde
Svenebergstjärnen ingår i det delavrinningsområde (723673-172187) som SMHI kallar för Utloppet av Finnträsket. Medelhöjden är 272 meter över havet och ytan är 8,43 kvadratkilometer. Räknas de 2 avrinningsområdena uppströms in blir den ackumulerade arean 14,66 kvadratkilometer. Kvarnbäcken som avvattnar avrinningsområdet har biflödesordning 2, vilket innebär att vattnet flödar genom totalt 2 vattendrag innan det når havet efter 59 kilometer. Avrinningsområdet består mestadels av skog (67 procent) och sankmarker (14 procent). Avrinningsområdet har 0,75 kvadratkilometer vattenytor vilket ger det en sjöprocent på 8,9 procent.